# North Stonington
North Stonington est une ville américaine située dans le comté de New London au Connecticut.
North Stonington devient une municipalité en 1807, en se séparant de Stonington.

## Démographie
| 1820  | 1850  | 1860  | 1870  | 1880  | 1890  |
| ----- | ----- | ----- | ----- | ----- | ----- |
| 2 624 | 1 936 | 1 913 | 1 759 | 1 769 | 1 463 |

| 1900  | 1910  | 1920  | 1930  | 1940  | 1950  |
| ----- | ----- | ----- | ----- | ----- | ----- |
| 1 240 | 1 100 | 1 144 | 1 135 | 1 236 | 1 367 |

| 1960  | 1970  | 1980  | 1990  | 2000  | 2010  |
| ----- | ----- | ----- | ----- | ----- | ----- |
| 1 982 | 3 748 | 4 219 | 4 884 | 4 991 | 5 297 |

Selon le recensement de 2010, North Stonington compte 5 297 habitants. La municipalité s'étend sur 54,97 milles carrés (142,37 km2), dont 0,72 milles carrés (1,86 km2) d'étendues d'eau.

## Personnalité liée à la municipalité
- L'homme politique James Monroe Pendleton est né à North Stonington en 1822.